# Birkat al-Qarun
Birkat al-Qarun (arabiska: بحيرة قارون) är en saltsjö i Egypten, i Fayoum-sänkan, cirka sju mil sydväst om Kairo. Sjön ligger cirka 45 meter under havet, och är 240 km² stor. Den står i förbindelse med Nilen genom kanalen Bahr Jusef. Birkat al-Qarun är den sista resten av den fornegyptiska Moerissjön.
Det finns en 3 kvadratkilometer stor ö i Birkat al-Qarun.

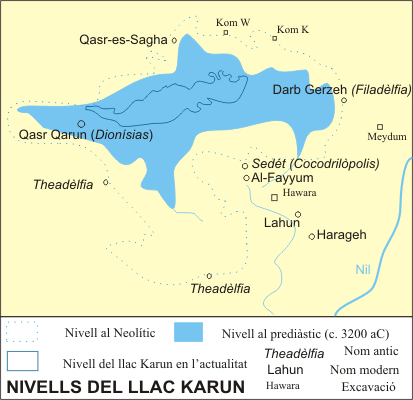
Moerissjön 3400 f.Kr. och nuvarande Birkat al-Qarun.

Sjön har inget avlopp och utnyttjas till fiske och fiskodling samt för utvinning av salt. Det förhistoriska däggdjuren Moeritherium levde i området under eocen. 
Birkat al-Qarun är ett Ramsarområde.